# Konstantin Leonidowitsch Kokora
Konstantin Leonidowitsch Kokora (russisch Константин Леонидович Кокора, wiss. Transliteration Konstantin Leonidovič Kokora; * 27. August 1957 in Moskau; † 18. Juni 2025) war ein sowjetischer Eiskunstläufer, der im Einzellauf startete.

## Karriere
Konstantin Kokora wurde 1979 sowjetischer Meister. Bei den Olympischen Winterspielen 1980 belegte er im Einzelwettbewerb den 10. Rang. Ein Jahr später holte er bei der Universiade in Jaca die Goldmedaille.

## Ergebnisse
| Wettbewerb / Jahr           | 1973 | 1974 | 1975 | 1976 | 1977 | 1978 | 1979 | 1980 | 1981 | 1982 | 1983 |
| --------------------------- | ---- | ---- | ---- | ---- | ---- | ---- | ---- | ---- | ---- | ---- | ---- |
| Olympische Winterspiele     |      |      |      |      |      |      |      | 10.  |      |      |      |
| Weltmeisterschaften         |      |      |      | 11.  | 11.  | 13.  | 11.  |      |      |      |      |
| Europameisterschaften       |      |      |      |      | 6.   |      | 6.   | 8.   |      |      |      |
| Universiade                 |      |      |      |      |      |      |      |      | 1.   |      |      |
| Sowjetische Meisterschaften |      | 5.   | 4.   | 4.   | 5.   | 3.   | 1.   | 3.   | 4.   | 6.   | 2.   |